# 布萊克本 (英國國會選區)
布萊克本（英語：Blackburn），英國國會一自治市選區，包括英格蘭西北部蘭開夏郡的布力般，即布力般-達溫的北部。
始於1832年，1950年被分為東西兩個選區前應選兩席，1955年合併。自此當選的兩位議員皆屬工黨，而自1979年當區的議員是施仲宏。他在2010年大選中以47.8%選票勝出該區。